# Upamalika Rathnakumari
E. W. K. Upamalika Rathnakumari (* 2. November 1987) ist eine sri-lankische Sprinterin, die sich auf den 400-Meter-Lauf spezialisiert hat.

## Sportliche Laufbahn
Erste internationale Erfahrungen sammelte Upamalika Rathnakumari 2016 bei den Südasienspielen in Guwahati, bei denen sie mit der sri-lankischen 4-mal-400-Meter-Staffel in 3:38,89 min die Silbermedaille hinter Indien gewann. 2018 nahm sie an den Hallenasienmeisterschaften in Teheran teil und gewann dort in 54,90 s die Bronzemedaille hinter den beiden Kasachinnen Swetlana Golendowa und Elina Michina. Im Jahr darauf schied sie bei den Militärweltspielen in Wuhan über 400 Meter mit 58,26 s in der ersten Runde aus und belegte mit der Staffel in 3:43,33 min den fünften Platz.
2017 wurde Rathnakumari sri-lankische Meisterin im 400-Meter-Lauf.

## Persönliche Bestleistungen
- 400 Meter: 53,31 s, 28. April 2018 in Colombo
  - 400 Meter (Halle): 54,90 s, 2. Februar 2018 in Teheran